# Klitsche (Thümermark)

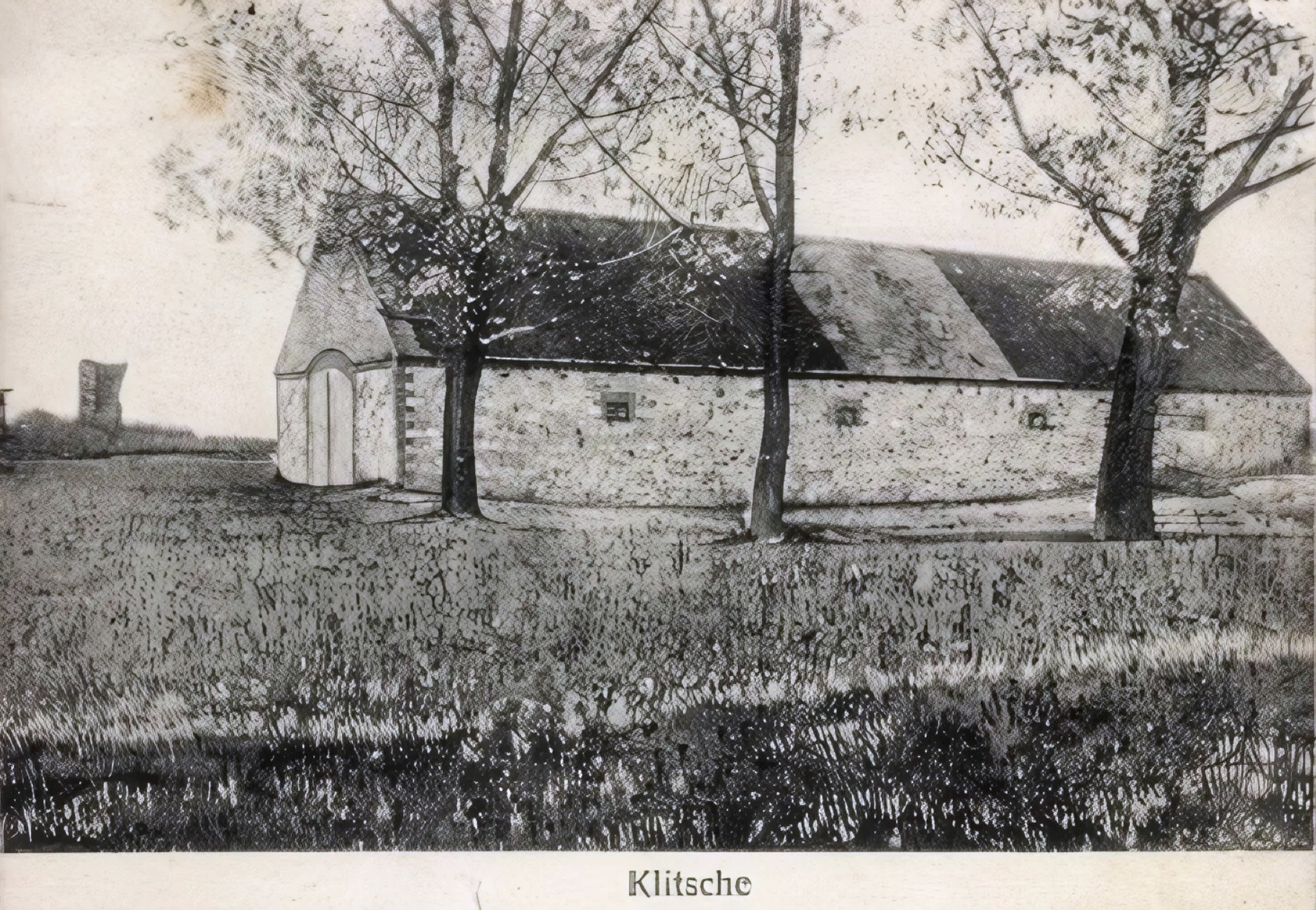
Klitsche um 1900

Klitsche war ein Vorwerk auf dem heutigen Gelände des Truppenübungsplatzes Altengrabow.

## Geographie
Die Wüstung liegt etwa drei Kilometer östlich von Lübars an der ehemaligen Straße nach Hohenlobbese. Der Ort gehört zur westlichen Fläminghochfläche, einer Heide- bzw. magerrasenreichen Waldlandschaft des norddeutschen Tieflandes.

## Geschichte
1459 wurde der Ort noch als ein Kirchdorf genannt, danach muss es verlassen und erst später wieder aufgebaut worden sein.
1782 lebten im Ort, der zu dieser Zeit stellenweise auch Klitzke genannt wurde, an insgesamt fünf Feuerstellen 24 Einwohner und diese waren nach Groß Lübars eingepfarrt. Das damals adlige Vorwerk gehörte einem Herrn von Wulfen aus Groß Lübars; ein benachbartes Dorf, ebenfalls in seinem Besitz. Insgesamt verfügte Klitsche über 1286 Morgen Acker- und 300 Morgen Heideland sowie sechs Morgen Gartenland und fünf Morgen Kiefern- und Birkenwald. Zum Vorwerk gehörte darüber hinaus eine Schäferei. Wegen fehlender Wiesen, wurde es zu jener Zeit mit Heu aus Wüstenjerichow versorgt.
Im Jahr 1847 wurde Klitsche im „Topographisch-statistischen Handbuch des Preussischen Staats“ gelistet. Als Vorwerk mit 5 Häusern und 24 Seelen und zu Groß Lübars gehörig, zählte es zum Kreis Jerichow I im Regierungsbezirk Magdeburg der Provinz Sachsen.
Nach der Herbstübung 1891 des Gardekorps in der näheren Umgebung und weiteren Begutachtungen und Vorbereitungen zum Erwerb des Ortes, zeichnete sich für Klitsche früh das gleiche Schicksal wie für das Dorf Gloine und das Freigut Thümermark ab. Zum letztgenannten Gut gehörte das Vorwerk zu dieser Zeit. Wegen der Anlage und des Aufbaus des Truppenübungsplatzes ab 1893, mussten die Bewohner den Ort schon in den Anfangsjahren des neuen Schießplatzes verlassen.